# Фикус бенджамин
Фикус бенджамин (Ficus benjamina), известен и като плачеща смокиня, бенджамин смокиня или фикусово дърво, вид цъфтящо растение от семейство Черничеви (Moraceae), родом от Азия и Австралия.
Наскоро описан сорт, Ficus benjamina var. Bracteata, се среща в издигнати коралови гори в южната част на Тайван. Видът също е натурализиран в Западна Индия и в щатите Флорида и Аризона в САЩ. В родния си ареал малките му плодове са предпочитани от някои птици, сред които Ptilinopus superbus, Ptilinopus magnificus, Ptilinopus perlatus, Ptilinopus ornatus, Ptilinopus iozonus, Ducula spilorrhoa и Ducula rufigaster.

## Популярни сортове
Сред най-популярните сортове бенджамин са:
- Golden King – с обагрени с жълто по краищата листа.
- Midnight Lady – с тъмно зелени листа.
- Naomi – с тъмно зелени листа накъдрени по краищата листа.
- Samantha – с тъмно зелени листа и светло зелени ръбове на листата.
- Starlight – с обагрени с бяло по краищата листа.

## В популярната култура
Това е официалното дърво на Банкок.
По-голям екземпляр, растящ в южната част на Тайван, е използван във филма „Животът на Пи“.
Кинорежисьорът Майкъл Мур води фикусово дърво като кандидат за Конгреса в 11-ия квартал на Ню Джърси през 2000 г., заявявайки, че „повечето кандидати се кандидатират без опозиция в своите първични избори и 95% са преизбрани“.

## Галерия
- Дърво в Хаваи
- Дърво в Тенерифе
- Дърво в Индия
- Ствол
- Плодове
- Variegated форма